# Sopravvissuti (film)
Sopravvissuti (Z for Zachariah) è un film del 2015 diretto da Craig Zobel.
La pellicola, con protagonisti Chiwetel Ejiofor, Margot Robbie e Chris Pine, è l'adattamento cinematografico del romanzo del 1974 Z for Zachariah scritto da Robert C. O'Brien.

## Trama
Ann Burden, superstite di un cataclisma nucleare, vive nella fattoria di famiglia al riparo dalle radiazioni. Un giorno incontra John Loomis, un ricercatore. Contaminato accidentalmente dalle radiazioni viene curato e salvato da Ann.
Riacquistate le forze, John aiuta Ann a recuperare carburante dalle stazioni di servizio locali per far funzionare il trattore, ormai da tempo in disuso, sperando di riuscire ad accumulare abbastanza cibo per l'inverno. Siccome l'apocalisse nucleare ha lasciato la civiltà superstite senza elettricità, per la produzione di energia elettrica John vorrebbe costruire una ruota idraulica utilizzando le assi di legno di una chiesa vicina alla fattoria. Tuttavia, Ann non è d'accordo essendo affezionata alla chiesa perché è stata costruita dal padre predicatore. Perciò John decide di abbandonare il progetto.
Una sera, dopo aver cenato, Ann e John iniziano a ballare, dopodiché Ann bacia John, il quale, temendo che ciò potesse in qualche modo complicare i rapporti tra di loro, dice di voler andare a letto. Tuttavia Ann lo segue nella sua camera e si spoglia, ma John crede che abbiano bisogno di più tempo; decide comunque di far restare Ann a dormire con lui anche senza avere rapporti sessuali.
Nella fattoria cominciano ad accadere alcuni fatti misteriosi, come la scomparsa di alcune uova di gallina o una strana figura che osservava Ann mentre era in chiesa a suonare l'harmonium. Tutto si chiarisce con l'arrivo di Caleb, un altro sopravvissuto. Ann dà a Caleb il benvenuto nella fattoria, benché John sia sospettoso nei suoi confronti.
Con il tempo, i tre iniziano ad andare d'accordo e si raccontano alcune vicende che hanno vissuto. Caleb convince Ann ad abbattere la chiesa per costruire la ruota idraulica, e John, notando che tra Ann e Caleb stia nascendo una relazione, dichiara ad Ann di non voler interferire tra di loro; Ann tranquillizza John sostenendo che tra lei e Caleb non c'è alcunché.
Una sera, dopo che i tre hanno fatto il bagno in un lago vicino alla fattoria, John si dichiara ad Ann. Tuttavia, la stessa sera, dopo che John si è addormentato, Ann va da Caleb e i due hanno un rapporto sessuale.
Il giorno dopo, mentre John e Caleb sono impegnati a sistemare la ruota idraulica per alimentare un generatore di corrente, Caleb scivola due volte sulla sommità della cascata; durante la seconda scivolata, John trattiene Caleb con una corda, ma è combattuto tra il salvarlo ed eliminare il contendente.
John torna a casa da Ann; lei si scusa per quanto accaduto, ma lui la interrompe, dicendo che Caleb è partito. Ann corre fuori di casa per cercare Caleb ma senza successo. Ann si accorge che l'energia elettrica è tornata grazie al generatore; si siede all'harmonium e, dopo avere scambiato uno sguardo con John, inizia a suonare gli inni sacri a lei cari.

## Produzione
Lo script del film viene inserito nella blacklist delle migliori sceneggiature non prodotte di Hollywood nel 2009, al ventiseiesimo posto.
Le riprese del film sono iniziate nel febbraio del 2014 negli Stati Uniti medio occidentali e proseguite interamente nella penisola di Banks, in Nuova Zelanda.

### Cast
Inizialmente per il ruolo di protagonista maschile era stato scelto Tobey Maguire, ma successivamente esce dal cast pur rimanendo all'interno del progetto come produttore del film.
Per il ruolo della protagonista, fu inizialmente scelta Amanda Seyfried, ma dopo alcuni problemi di produzione, uscì dal progetto per poi essere sostituita da Margot Robbie.

## Promozione
La prima clip tratta dal film viene diffusa il 24 gennaio 2015. Il primo trailer viene invece diffuso il 4 giugno 2015.

## Distribuzione
Il film è stato presentato al Sundance Film Festival 2015 il 24 gennaio, dove partecipa in concorso per il Gran premio della giuria: U.S. Dramatic.
La pellicola è stata distribuita nelle sale cinematografiche statunitensi a partire dal 21 agosto 2015.

### Divieti
Il film è stato vietato ai minori di 13 anni negli Stati Uniti d'America, per la presenza di "nudità, scene di sesso e linguaggio scurrile".

## Accoglienza

### Incassi
La pellicola è stata un flop al botteghino, incassando nel Nord America 121461 $ e nel resto del mondo 260 378, per un totale di 381839 $.

### Critica
La pellicola ha ottenuto generalmente buone recensioni. Su Rotten Tomatoes il film ha un indice di gradimento del 78% sulla base delle recensioni di 98 critici, con un voto medio di 6,9 su 10 e il commento: «Z for Zachariah estrae un dramma avvincente dalla sua premessa semplicistica, anche se a un ritmo che potrebbe mettere alla prova la pazienza degli spettatori meno contemplativi». Su Metacritic ha un punteggio di 68 su 100, basato su 28 recensioni, indicando "recensioni generalmente favorevoli".
Maurizio Encari su Everyeye.it dà 6/10 al film, elogiando l'interpretazione dei tre protagonisti ma bacchettando la sceneggiatura non all'altezza.
Lucia Tedesco di Cinematographe stronca il film definendolo di una «lentezza desolante» e dandogli un voto di 1.9/5.
Max Nicholson di IGN ha dato 7.7 su 10, affermando: «Sebbene il film non sia privo di alcuni difetti tonali, le interpretazioni, in particolare quelle di Robbie, mantengono la storia ancorata a una realtà sublime e post-apocalittica». Matt Zoller Seitz di RogerEbert.com gli ha assegnato 2.5 punti su 4, affermando: «Ci sono molti momenti di illuminazione e ansietà scritti, diretti e interpretati in modo acuto». Per Scott Foundas di Variety, Z for Zachariah è «un film di bell'aspetto e non manca di idee provocatorie, anche se non scava mai abbastanza in profondità».

## Riconoscimenti
- 2015 - Sundance Film Festival
  - Candidatura per il Gran premio della giuria: U.S. Dramatic